# 格拉沃松
格拉沃松（法語：Graveson，法語發音：[ɡʁavəzɔ̃]）是法国罗讷河口省的一个市镇，属于阿尔勒区。

## 地理
格拉沃松（43°51'4"N, 4°46'24"E）面积23.54 平方千米，位于法国普罗旺斯-阿尔卑斯-蓝色海岸大区罗讷河口省，该省份为法国东南部沿海省份，北起沃克吕兹省，西接加尔省，南濒地中海，东临瓦尔省。
与格拉沃松接壤的市镇（或旧市镇、城区）包括：巴邦塔讷、沙托勒纳尔、埃拉格、马亚讷、罗尼奥纳、圣艾蒂安迪格雷斯、塔拉斯孔。

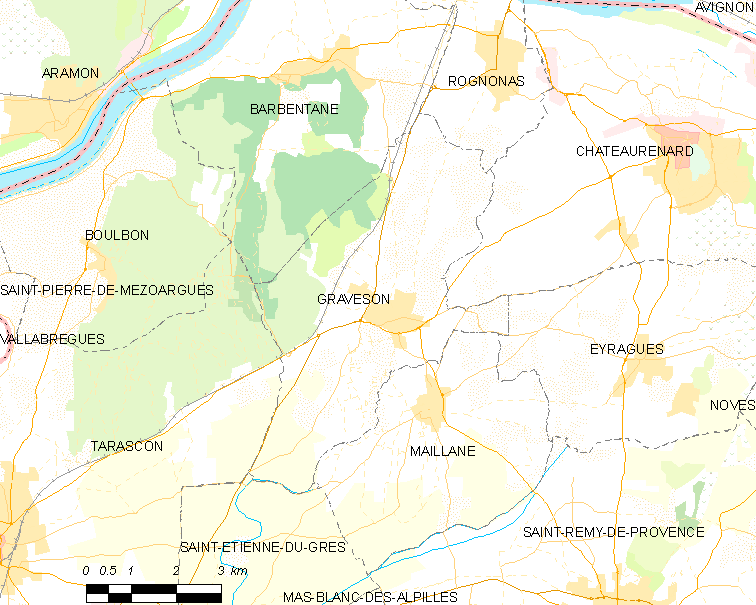
格拉沃松的OSM定位图

格拉沃松的时区为UTC+01:00、UTC+02:00（夏令时）。

## 行政
格拉沃松的邮政编码为13690，INSEE市镇编码为13045。

## 政治
格拉沃松所属的省级选区为沙托勒纳尔县。

## 人口

1962-2008年间格拉沃松人口变化图示

格拉沃松于2022年1月1日时的人口数量为4743人。